# Akialoa ellisiana
Akialoa-de-oahu ou aquialoa-de-oahu (Akialoa ellisiana) é uma espécie de ave da família Fringillidae endémica das ilhas do Havaí. Foi extinta devido à perda de habitat.